# Vladimir Hernandez
Vladimir Rivero Hernandez, honosítása után Hernandez Vladimir (Pinal del Río, 1971. január 22. – Pamplona, Spanyolország, 2004. november 25.) kubai-magyar kettős állampolgárságú kézilabdázó, kapus.

## Pályafutása
Vladimir Hernandez csakúgy, mint Pérez Carlos vagy Ivo Díaz 1997-ben jött Magyarországra. Itteni pályafutása során a Szolnok, a Nyíregyháza és a Dunaferr SE csapataiban védett. A kubai válogatottban 191 alkalommal lépett pályára, a magyar állampolgárságot 2003-ban kapta meg, azonban fegyelmi okok miatt lemaradt a 2004. évi nyári olimpiai játékokról. A Portland San Antonio csapatával EHF-kupagyőztesek Európa-kupája győztes.

## Halála
2004 november 25-én nem jelent meg csapata Teucro elleni bajnokiján. A mérkőzés után csapattársai, klubjának vezetői találták meg a holttestét a saját házában. Az orvosi vizsgálatok, és a boncolás szerint verőértágulás okozta a  depresszióval is küzdő sportember halálát.